# Iturreta (Marquina-Jeméin)
Iturreta es una entidad de población española del municipio de Marquina-Jeméin, perteneciente a la provincia de Vizcaya, en la comunidad autónoma del País Vasco.

## Historia
Hacia mediados del siglo XIX, el lugar, un barrio por entonces perteneciente al municipio de Marquina, tenía contabilizadas doce casas. Aparece descrito en el noveno volumen del Diccionario geográfico-estadístico-histórico de España y sus posesiones de Ultramar de Pascual Madoz con las siguientes palabras:

ITURRETA: montaña de Vizcaya, en térm. jurisd. de Marquina: es un barrio sit. en la vertiente S. del monte Balda estribo del Mendivil; tiene 12 casas, de las cuales unas pertenecen á la cofradía de Barinaga: y otras á la de Illunzar: hay una ermita capaz, dedicada á San Cristobal, donde se dice misa todos los dias festivos.
(Madoz, 1847, p. 469)

En la actualidad, pertenece al municipio de Marquina-Jeméin. En 2023, la entidad singular de población tenía empadronados 95 habitantes.